# Showaddywaddy
Showaddywaddy — британський поп-гурт.
Утворений 1972 року в Лестері. До складу групи ввійшли: Дейв Бартрем (Dave Bartram) — вокал; Pace Філд (Russ Field) — гітара; Тревор Окс (Trevor Oakes) — гітара; Ел Джеймс (Al James) — гітара; Род Дес (Rod Deas) — гітара; Бадді Геш (Baddy Gash) — вокал, бас; Малколм «Дюк» Оллюерд (Malcolm «The Duke» Allured) — вокал та Ромео Челленджер (Romeo Challenger) — ударні. Поєднання рок-н-ролу з рокабіллі, своєрідного іміджу та сценічних навичок принесло новоствореному гурту перемогу у конкурсі молодих талантів і головне — угоду з фірмою «Bell Records». Спочатку Showaddywaddy намагались популяризувати власні композиції, однак справжньою вдачею виявилась їх версія твору Едді Кокрена "Three Steps to Heaven, успіх якої визначив подальшу творчу стратегію гурту.
У 1970-х роках до британського Тор 20 потрапило п'ятнадцять подібних синглів гурту, серед яких, наприклад, були обробки «Heartbeat» Бадді Холлі; «Under The Moon Of Love», «Pretty Little Angel Eyes» Кертіса Лі; «When» The Kalin Twins; «You Got What It Takes» The Dave Clark Five та «Dancing Party» Чаббі Чекера. Успіхом також користувались записи гурту кінця 1970-х років («І Wonder Why», «A Little Bit Of Soap», «Remember Then», «Sweet Little Rock'n'Roller»), однак разом з падінням інтересу до рок-н-ролу гурт поступово втратив популярність.

## Дискографія
- 1974: Showaddywaddy
- 1975: Step Two
- 1976:Trocadero
- 1976: Greatest Hits
- 1977: Showaddywaddy
- 1977: Red Star
- 1978: Greatest Hits 1976—1978
- 1978: Crepes & Drapes
- 1980: Bright Lights
- 1981: Showaddywaddy
- 1981: Rock On
- 1981: Good Times
- 1983: Living Legends
- 1987: The Best Steps To Heaven